# Mandamento del Regno d'Italia
Il mandamento del Regno d'Italia era una suddivisione amministrativa italiana, a livello sovracomunale, intermedia tra il circondario e il comune, che svolgeva funzioni amministrative e giudiziarie.

## Storia

Il Mandamento di Canelli al tempo della Provincia di Alessandria e il Circondario di Asti

L'istituzione del Mandamento fu introdotta nel Regno di Sardegna con l'editto di Vittorio Emanuele I del 7 ottobre 1814, rivisto poi con la legge Rattazzi (Regio Decreto 23 ottobre 1859, n. 3702), introdotta nel Regno d'Italia con la legge 20 marzo 1865, n. 2248. L'istituto rimase in vigore fino alla sua abrogazione con Regio decreto legislativo 2 gennaio 1927, n. 1, Riordinamento delle circoscrizioni provinciali, convertito dalla Legge 29 dicembre 1927, n. 2584.

## Usi del termine
In ambito giudiziario corrispondeva all'ambito di competenza territoriale di una pretura. Tuttavia, diversamente dai mandamenti, le preture sopravvissero fino al 2 gennaio 2000.

## Lista dei mandamenti
Segue una lista dei mandamenti presenti nel Regno di Sardegna dal 1814 fino al 1924 nel Regno d'Italia. Per quanto i mandamenti siano ancora esistiti nel periodo 1924-1927, la grande riorganizzazione ne renderebbe problematica la formazione di una tabella univoca. Non viene specificato in tabella la soppressione dovuta a perdita del territorio mandamentale. Nella seguente versione, sono presenti tutti i mandamenti istituiti prima del 1865.
| Mandamento                               | Circondario               | Provincia                               |
| ---------------------------------------- | ------------------------- | --------------------------------------- |
| Abbadia San Salvatore                    | Montepulciano             | Siena                                   |
| Abbiategrasso                            | Abbiategrasso             | Milano                                  |
| Abbondanza (Abondance)                   | Chiablese                 | Annesì                                  |
| Accadia                                  | Ariano di Puglia          | Avellino                                |
| Acciano                                  | Aquila degli Abruzzi      | L'Aquila                                |
| Acerenza                                 | Potenza                   | Potenza                                 |
| Acerra                                   | Nola                      | Terra del Lavoro                        |
| Aci Sant'Antonio                         | Acireale                  | Catania                                 |
| Acireale                                 | Acireale                  | Catania                                 |
| Acquabella (Aiguebelle)                  | Moriana                   | Ciamberì                                |
| Acquaviva                                | Bari delle Puglie         | Bari                                    |
| Acqui Terme                              | Acqui                     | Alessandria                             |
| Acri                                     | Cosenza                   | Cosenza                                 |
| Adernò                                   | Catania                   | Catania                                 |
| Adro                                     | Chiari                    | Brescia                                 |
| Afragola                                 | Casoria                   | Napoli                                  |
| Agazzano                                 | Piacenza                  | Piacenza                                |
| Agerola                                  | Castellammare di Stabia   | Napoli                                  |
| Aggira                                   | Nicosia                   | Catania                                 |
| Aggius                                   | Tempio                    | Sassari                                 |
| Agliè                                    | Ivrea                     | Torino                                  |
| Agnone                                   | Isernia                   | Campobasso                              |
| Agosta                                   | Siracusa                  | Siracusa                                |
| Aidone                                   | Piazza Armerina           | Caltanissetta                           |
| Aiello                                   | Paola                     | Cosenza                                 |
| Aime                                     | Tarantasia                | Ciamberì                                |
| Airola                                   | Benevento                 | Benevento                               |
| Alassio                                  | Albenga                   | Genova                                  |
| Alba                                     | Alba                      | Cuneo                                   |
| Albenga                                  | Albenga                   | Genova                                  |
| Albens                                   | Ciamberì                  | Ciamberì                                |
| Albertville                              | Alta Savoia               | Ciamberì                                |
| Alcamo                                   | Alcamo                    | Trapani                                 |
| Ales                                     | Oristano                  | Cagliari                                |
| Alessandria extra muros                  | Alessandria               | Alessandria                             |
| Alessandria intra muros                  | Alessandria               | Alessandria                             |
| Alessano                                 | Gallipoli                 | Lecce                                   |
| Alfonsine                                | Ravenna                   | Ravenna                                 |
| Alghero                                  | Alghero                   | Sassari                                 |
| Alì                                      | Messina                   | Messina                                 |
| Alia                                     | Termini Imerese           | Palermo                                 |
| Alimena                                  | Cefalù                    | Palermo                                 |
| Almenno San Salvatore                    | Bergamo                   | Bergamo                                 |
| Almese                                   | Susa                      | Torino                                  |
| Altamura                                 | Altamura                  | Bari                                    |
| Altavilla Irpina                         | Avellino                  | Avellino                                |
| Altopascio                               | Lucca                     | Lucca                                   |
| Alvito                                   | Sora                      | Terra del Lavoro                        |
| Alzano Maggiore                          | Bergamo                   | Bergamo                                 |
| Amalfi                                   | Salerno                   | Salerno                                 |
| Amandola                                 | Ascoli Piceno             | Ascoli Piceno                           |
| Amantea                                  | Paola                     | Cosenza                                 |
| Amatrice                                 | Cittaducale               | L'Aquila                                |
| Amelia                                   | Terni                     | Umbria                                  |
| Amendolara                               | Castrovillari             | Cosenza                                 |
| Ancona                                   | Ancona                    | Ancona                                  |
| Andora                                   | Albenga                   | Genova                                  |
| Andorno Cacciorna                        | Biella                    | Novara                                  |
| Andretta                                 | Sant'Angelo dei Lombardi  | Avellino                                |
| Andria                                   | Barletta                  | Bari                                    |
| Angera                                   | Varese                    | Como                                    |
| Anghiari                                 | Arezzo                    | Arezzo                                  |
| Angri                                    | Salerno                   | Salerno                                 |
| Annemasse                                | Fossignì                  | Annesì                                  |
| Annesì (Annecy)                          | Annesì                    | Annesì                                  |
| Antrodoco                                | Cittaducale               | L'Aquila                                |
| Aosta                                    | Aosta                     | Torino                                  |
| Appiano                                  | Como                      | Como                                    |
| Apricena                                 | San Severo                | Foggia                                  |
| Aprigliano                               | Cosenza                   | Cosenza                                 |
| Aquila                                   | Aquila degli Abruzzi      | L'Aquila                                |
| Aquilonia                                | Sant'Angelo dei Lombardi  | Avellino                                |
| Aragona                                  | Girgenti                  | Agrigento                               |
| Arborio                                  | Vercelli                  | Novara                                  |
| Arce                                     | Sora                      | Terra del Lavoro                        |
| Arcevia                                  | Ancona                    | Ancona                                  |
| Arcidosso                                | Grosseto                  | Grosseto                                |
| Arcisate                                 | Varese                    | Como                                    |
| Ardore                                   | Gerace                    | Reggio Calabria                         |
| Arena                                    | Monteleone di Calabria    | Catanzaro                               |
| Arezzo Campagna                          | Arezzo                    | Arezzo                                  |
| Arezzo Città                             | Arezzo                    | Arezzo                                  |
| Argenta                                  | Ferrara                   | Ferrara                                 |
| Ariano di Puglia                         | Ariano di Puglia          | Avellino                                |
| Arienzo                                  | Caserta                   | Terra del Lavoro                        |
| Aritzo                                   | Lanusei                   | Cagliari                                |
| Arona                                    | Pallanza                  | Novara                                  |
| Arpino                                   | Sora                      | Terra del Lavoro                        |
| Arquata                                  | Ascoli Piceno             | Ascoli Piceno                           |
| Asaro                                    | Nicosia                   | Catania                                 |
| Asciano                                  | Siena                     | Siena                                   |
| Ascoli Piceno                            | Ascoli Piceno             | Ascoli Piceno                           |
| Ascoli Satriano                          | Bovino                    | Foggia                                  |
| Asinalunga                               | Montepulciano             | Siena                                   |
| Asola                                    | Castiglione               | Brescia (1859-1868), Mantova (dal 1868) |
| Assisi                                   | Foligno                   | Umbria                                  |
| Asti                                     | Asti                      | Alessandria                             |
| Atessa                                   | Vasto                     | Chieti                                  |
| Atina                                    | Sora                      | Terra del Lavoro                        |
| Atri                                     | Teramo                    | Teramo                                  |
| Atripalda                                | Avellino                  | Avellino                                |
| Aulla                                    | Massa                     | Massa-Carrara                           |
| Avellino                                 | Avellino                  | Avellino                                |
| Aversa                                   | Caserta                   | Terra del Lavoro                        |
| Avezzano                                 | Avezzano                  | L'Aquila                                |
| Avigliana                                | Susa                      | Torino                                  |
| Avigliano                                | Potenza                   | Potenza                                 |
| Avola                                    | Noto                      | Siracusa                                |
| Azeglio                                  | Ivrea                     | Torino                                  |
| Badolato                                 | Catanzaro                 | Catanzaro                               |
| Bagheria                                 | Palermo                   | Palermo                                 |
| Bagnacavallo                             | Lugo                      | Ravenna                                 |
| Bagnara                                  | Reggio di Calabria        | Reggio Calabria                         |
| Bagnasco                                 | Mondovì                   | Cuneo                                   |
| Bagni d'Aix (Aix-les-Bains)              | Ciamberì                  | Ciamberì                                |
| Bagni di Lucca                           | Lucca                     | Lucca                                   |
| Bagni San Giuliano                       | Pisa                      | Pisa                                    |
| Bagno a Ripoli                           | Firenze                   | Firenze                                 |
| Bagno di Romagna                         | Rocca San Casciano        | Firenze                                 |
| Bagnoli Irpino                           | Sant'Angelo dei Lombardi  | Avellino                                |
| Bagnolo Mella                            | Brescia                   | Brescia                                 |
| Bagnone                                  | Pontremoli                | Massa-Carrara                           |
| Bagolino                                 | Salò                      | Brescia                                 |
| Baiano                                   | Avellino                  | Avellino                                |
| Baldichieri                              | Asti                      | Alessandria                             |
| Balzola                                  | Casale                    | Alessandria                             |
| Bannio                                   | Ossola                    | Novara                                  |
| Baranello                                | Campobasso                | Campobasso                              |
| Barbania                                 | Torino                    | Torino                                  |
| Barberino di Mugello                     | Firenze                   | Firenze                                 |
| Barberino Val d'Elsa                     | Firenze                   | Firenze                                 |
| Barbianello                              | Voghera                   | Pavia                                   |
| Barcellona Pozzo di Gotto                | Castroreale               | Messina                                 |
| Bardi                                    | Fiorenzuola               | Piacenza                                |
| Baressa                                  | Oristano                  | Cagliari                                |
| Barga                                    | Lucca                     | Lucca                                   |
| Barge                                    | Saluzzo                   | Cuneo                                   |
| Bari                                     | Bari delle Puglie         | Bari                                    |
| Barile                                   | Melfi                     | Potenza                                 |
| Barisciano                               | Aquila degli Abruzzi      | L'Aquila                                |
| Barlassina                               | Monza                     | Milano                                  |
| Barletta                                 | Barletta                  | Bari                                    |
| Baronissi                                | Salerno                   | Salerno                                 |
| Barra                                    | Napoli                    | Napoli                                  |
| Barrafranca                              | Piazza Armerina           | Caltanissetta                           |
| Barumini                                 | Cagliari                  | Cagliari                                |
| Baselice                                 | San Bartolomeo in Galdo   | Benevento                               |
| Bassignana                               | Alessandria               | Alessandria                             |
| Bazzano                                  | Bologna                   | Bologna                                 |
| Bedonia                                  | Borgotaro                 | Parma                                   |
| Belforte (Beaufort)                      | Alta Savoia               | Ciamberì                                |
| Belgioioso                               | Pavia                     | Pavia                                   |
| Bella                                    | Melfi                     | Potenza                                 |
| Bellagio                                 | Como                      | Como                                    |
| Bellano                                  | Como                      | Como                                    |
| Belpasso                                 | Catania                   | Catania                                 |
| Belvedere Marittimo                      | Paola                     | Cosenza                                 |
| Bene Vagienna                            | Mondovì                   | Cuneo                                   |
| Benetutti                                | Ozieri                    | Sassari                                 |
| Benevento                                | Benevento                 | Benevento                               |
| Berceto                                  | Borgotaro                 | Parma                                   |
| Bereguardo                               | Pavia                     | Pavia                                   |
| Bergamo città alta                       | Bergamo                   | Bergamo                                 |
| Bergamo città bassa                      | Bergamo                   | Bergamo                                 |
| Bergamo III                              | Bergamo                   | Bergamo                                 |
| Bertinoro                                | Forlì                     | Forlì-Cesena                            |
| Bettola                                  | Piacenza                  | Piacenza                                |
| Bevagna                                  | Spoleto                   | Umbria                                  |
| Biancavilla                              | Catania                   | Catania                                 |
| Bianco                                   | Gerace                    | Reggio Calabria                         |
| Biandrate                                | Novara                    | Novara                                  |
| Bibbiena                                 | Arezzo                    | Arezzo                                  |
| Biccari                                  | Foggia                    | Foggia                                  |
| Biella                                   | Biella                    | Novara                                  |
| Binasco                                  | Abbiategrasso             | Milano                                  |
| Bioglio                                  | Biella                    | Novara                                  |
| Bisacquino                               | Corleone                  | Palermo                                 |
| Bisceglie                                | Barletta                  | Bari                                    |
| Bisenti                                  | Penne                     | Teramo                                  |
| Bisignano                                | Cosenza                   | Cosenza                                 |
| Bistagno                                 | Acqui                     | Alessandria                             |
| Bitetto                                  | Bari delle Puglie         | Bari                                    |
| Bitonto                                  | Bari delle Puglie         | Bari                                    |
| Bitti                                    | Nuoro                     | Sassari                                 |
| Bivona                                   | Bivona                    | Agrigento                               |
| Bobbio                                   | Bobbio                    | Pavia                                   |
| Boiano                                   | Campobasso                | Campobasso                              |
| Boiano                                   | Isernia                   | Campobasso                              |
| Bollate                                  | Milano                    | Milano                                  |
| Bologna I                                | Bologna                   | Bologna                                 |
| Bologna II                               | Bologna                   | Bologna                                 |
| Bologna III                              | Bologna                   | Bologna                                 |
| Bologna IV                               | Bologna                   | Bologna                                 |
| Bolotana                                 | Nuoro                     | Sassari                                 |
| Bomba                                    | Vasto                     | Chieti                                  |
| Bonavilla (Bonneville)                   | Fossignì                  | Annesì                                  |
| Bondeno                                  | Ferrara                   | Ferrara                                 |
| Bonefro                                  | Larino                    | Campobasso                              |
| Bono                                     | Ozieri                    | Sassari                                 |
| Bonorva                                  | Alghero                   | Sassari                                 |
| Borbona                                  | Cittaducale               | L'Aquila                                |
| Bordighera                               | Sanremo                   | Nizza                                   |
| Borghetto                                | Lodi                      | Milano                                  |
| Borgia                                   | Catanzaro                 | Catanzaro                               |
| Borgo a Buggiano                         | Lucca                     | Lucca                                   |
| Borgo a Mozzano                          | Lucca                     | Lucca                                   |
| Borgo Masino                             | Ivrea                     | Torino                                  |
| Borgo San Dalmazzo                       | Cuneo                     | Cuneo                                   |
| Borgo San Donnino (oggi Fidenza)         | Borgo San Donnino         | Parma                                   |
| Borgo San Lorenzo                        | Firenze                   | Firenze                                 |
| Borgo San Maurizio (Bourg-Saint-Maurice) | Tarantasia                | Ciamberì                                |
| Borgo Ticino                             | Novara                    | Novara                                  |
| Borgo Vercelli                           | Novara                    | Novara                                  |
| Borgocollefegato                         | Cittaducale               | L'Aquila                                |
| Borgomanero                              | Novara                    | Novara                                  |
| Borgomaro                                | Porto Maurizio            | Nizza                                   |
| Borgonovo                                | Piacenza                  | Piacenza                                |
| Borgosesia                               | Valsesia                  | Novara                                  |
| Borgotaro                                | Borgotaro                 | Parma                                   |
| Bormio                                   | Sondrio                   | Sondrio                                 |
| Borzonasca                               | Chiavari                  | Genova                                  |
| Bosa                                     | Oristano                  | Cagliari                                |
| Bosco Marengo                            | Alessandria               | Alessandria                             |
| Boscotrecase                             | Castellammare di Stabia   | Napoli                                  |
| Bossolasco                               | Alba                      | Cuneo                                   |
| Bova                                     | Reggio di Calabria        | Reggio Calabria                         |
| Bovegno                                  | Brescia                   | Brescia                                 |
| Boves                                    | Cuneo                     | Cuneo                                   |
| Bovino                                   | Bovino                    | Foggia                                  |
| Bozel                                    | Tarantasia                | Ciamberì                                |
| Bozzolo                                  | Casalmaggiore             | Cremona                                 |
| Bra                                      | Alba                      | Cuneo                                   |
| Breno                                    | Breno                     | Brescia                                 |
| Brescello                                | Guastalla                 | Reggio Emilia                           |
| Brescia I                                | Brescia                   | Brescia                                 |
| Brescia II                               | Brescia                   | Brescia                                 |
| Brescia III                              | Brescia                   | Brescia                                 |
| Briatico                                 | Monteleone di Calabria    | Catanzaro                               |
| Bricherasio                              | Pinerolo                  | Torino                                  |
| Brienza                                  | Potenza                   | Potenza                                 |
| Brindisi                                 | Brindisi                  | Lecce                                   |
| Brisighella                              | Faenza                    | Ravenna                                 |
| Brivio                                   | Lecco                     | Como                                    |
| Broni                                    | Voghera                   | Pavia                                   |
| Bronte                                   | Catania                   | Catania                                 |
| Brusasco                                 | Torino                    | Torino                                  |
| Bubbio                                   | Acqui                     | Alessandria                             |
| Buccheri                                 | Noto                      | Siracusa                                |
| Buccino                                  | Campagna                  | Salerno                                 |
| Budrio                                   | Bologna                   | Bologna                                 |
| Buonconvento                             | Siena                     | Siena                                   |
| Burgio                                   | Bivona                    | Agrigento                               |
| Buriasco                                 | Pinerolo                  | Torino                                  |
| Busachi                                  | Oristano                  | Cagliari                                |
| Busca                                    | Cuneo                     | Cuneo                                   |
| Busseto                                  | Borgo San Donnino         | Parma                                   |
| Bussoleno                                | Susa                      | Torino                                  |
| Busto Arsizio                            | Gallarate                 | Milano                                  |
| Butera                                   | Terranova di Sicilia      | Caltanissetta                           |
| Cabras                                   | Oristano                  | Cagliari                                |
| Caccamo                                  | Termini Imerese           | Palermo                                 |
| Caggiano                                 | Sala Consilina            | Salerno                                 |
| Cagli                                    | Urbino                    | Pesaro e Urbino                         |
| Cagliari (Castello e Stampace)           | Cagliari                  | Cagliari                                |
| Cagliari (Marina)                        | Cagliari                  | Cagliari                                |
| Cagnano Varano                           | San Severo                | Foggia                                  |
| Caiazzo                                  | Piedimonte d'Alife        | Terra del Lavoro                        |
| Cairo Montenotte                         | Savona                    | Genova                                  |
| Caivano                                  | Casoria                   | Napoli                                  |
| Calabritto                               | Sant'Angelo dei Lombardi  | Avellino                                |
| Calangianus                              | Tempio                    | Sassari                                 |
| Calanna                                  | Reggio di Calabria        | Reggio Calabria                         |
| Calascibetta                             | Piazza Armerina           | Caltanissetta                           |
| Calatafimi                               | Alcamo                    | Trapani                                 |
| Caldarola                                | Camerino                  | Macerata                                |
| Calestano                                | Parma                     | Parma                                   |
| Calice al Cornoviglio                    | Massa                     | Massa-Carrara                           |
| Calizzano                                | Albenga                   | Genova                                  |
| Caltabellotta                            | Sciacca                   | Agrigento                               |
| Caltagirone                              | Caltagirone               | Catania                                 |
| Caltanissetta                            | Caltanissetta             | Caltanissetta                           |
| Caluso                                   | Ivrea                     | Torino                                  |
| Calvello                                 | Potenza                   | Potenza                                 |
| Camaiore                                 | Lucca                     | Lucca                                   |
| Camerino                                 | Camerino                  | Macerata                                |
| Camerota                                 | Vallo della Lucania       | Salerno                                 |
| Cammarata                                | Bivona                    | Agrigento                               |
| Campagna                                 | Campagna                  | Salerno                                 |
| Campana                                  | Rossano                   | Cosenza                                 |
| Campi                                    | Firenze                   | Firenze                                 |
| Campi Salentina                          | Lecce                     | Lecce                                   |
| Campiglia Marittima                      | Volterra                  | Pisa                                    |
| Campli                                   | Teramo                    | Teramo                                  |
| Campo                                    | Genova                    | Genova                                  |
| Campobasso                               | Campobasso                | Campobasso                              |
| Campobello di Licata                     | Girgenti                  | Agrigento                               |
| Camporgiano                              | Castelnuovo di Garfagnana | Massa-Carrara                           |
| Canale                                   | Alba                      | Cuneo                                   |
| Candela                                  | Bovino                    | Foggia                                  |
| Candelo                                  | Biella                    | Novara                                  |
| Candia Lomellina                         | Lomellina                 | Pavia                                   |
| Canelli                                  | Asti                      | Alessandria                             |
| Canicattì                                | Girgenti                  | Agrigento                               |
| Canneto                                  | Bari delle Puglie         | Bari                                    |
| Canneto sull'Oglio                       | Castiglione               | Brescia (1859-1868), Mantova (dal 1868) |
| Cannobio                                 | Pallanza                  | Novara                                  |
| Canosa di Puglia                         | Barletta                  | Bari                                    |
| Cantalupo                                | Isernia                   | Campobasso                              |
| Cantù                                    | Como                      | Como                                    |
| Canzo                                    | Lecco                     | Como                                    |
| Capaccio                                 | Campagna                  | Salerno                                 |
| Capannori                                | Lucca                     | Lucca                                   |
| Capestrano                               | Aquila degli Abruzzi      | L'Aquila                                |
| Capizzi                                  | Mistretta                 | Messina                                 |
| Capracotta                               | Isernia                   | Campobasso                              |
| Capraia Isola                            | Genova                    | Genova                                  |
| Capri                                    | Castellammare di Stabia   | Napoli                                  |
| Capriata d'Orba                          | Novi                      | Alessandria                             |
| Capriati a Volturno                      | Piedimonte d'Alife        | Terra del Lavoro                        |
| Caprino                                  | Bergamo                   | Bergamo                                 |
| Capua                                    | Caserta                   | Terra del Lavoro                        |
| Capurso                                  | Bari delle Puglie         | Bari                                    |
| Caraglio                                 | Cuneo                     | Cuneo                                   |
| Caramanico                               | Chieti                    | Chieti                                  |
| Carate Brianza                           | Monza                     | Milano                                  |
| Cariati                                  | Rossano                   | Cosenza                                 |
| Carignano                                | Torino                    | Torino                                  |
| Carini                                   | Palermo                   | Palermo                                 |
| Carinola                                 | Gaeta                     | Terra del Lavoro                        |
| Carloforte                               | Iglesias                  | Cagliari                                |
| Carmagnola                               | Torino                    | Torino                                  |
| Carmignano                               | Firenze                   | Firenze                                 |
| Carovilli                                | Isernia                   | Campobasso                              |
| Carpaneto                                | Fiorenzuola               | Piacenza                                |
| Carpeneto                                | Acqui                     | Alessandria                             |
| Carpi                                    | Modena                    | Modena                                  |
| Carpignano                               | Lecce                     | Lecce                                   |
| Carpignano Sesia                         | Novara                    | Novara                                  |
| Carpineti                                | Reggio nell'Emilia        | Reggio Emilia                           |
| Carpinone                                | Isernia                   | Campobasso                              |
| Carrara                                  | Massa                     | Massa-Carrara                           |
| Carrù                                    | Mondovì                   | Cuneo                                   |
| Carsoli                                  | Avezzano                  | L'Aquila                                |
| Casacalenda                              | Larino                    | Campobasso                              |
| Casalbordino                             | Vasto                     | Chieti                                  |
| Casalborgone                             | Torino                    | Torino                                  |
| Casalbuttano                             | Cremona                   | Cremona                                 |
| Casale extra muros                       | Casale                    | Alessandria                             |
| Casale intra muros                       | Casale                    | Alessandria                             |
| Casalmaggiore                            | Casalmaggiore             | Cremona                                 |
| Casalpusterlengo                         | Lodi                      | Milano                                  |
| Casamassima                              | Bari delle Puglie         | Bari                                    |
| Casarano                                 | Gallipoli                 | Lecce                                   |
| Casatisma                                | Voghera                   | Pavia                                   |
| Cascia                                   | Spoleto                   | Umbria                                  |
| Casei Gerola                             | Voghera                   | Pavia                                   |
| Caselle Torinese                         | Torino                    | Torino                                  |
| Caserta                                  | Caserta                   | Terra del Lavoro                        |
| Casola Valsenio                          | Faenza                    | Ravenna                                 |
| Casole d'Elsa                            | Siena                     | Siena                                   |
| Casoli                                   | Lanciano                  | Chieti                                  |
| Casoria                                  | Casoria                   | Napoli                                  |
| Cassano all'Ionio                        | Castrovillari             | Cosenza                                 |
| Cassano d'Adda                           | Milano                    | Milano                                  |
| Cassano delle Murge                      | Altamura                  | Bari                                    |
| Cassine                                  | Alessandria               | Alessandria                             |
| Castagneto                               | Volterra                  | Pisa                                    |
| Casteggio                                | Voghera                   | Pavia                                   |
| Castel Bolognese                         | Faenza                    | Ravenna                                 |
| Castel del Piano                         | Grosseto                  | Grosseto                                |
| Castel di Sangro                         | Sulmona                   | L'Aquila                                |
| Castel Maggiore                          | Bologna                   | Bologna                                 |
| Castel San Giorgio                       | Salerno                   | Salerno                                 |
| Castel San Giovanni                      | Piacenza                  | Piacenza                                |
| Castel San Pietro dell'Emilia            | Imola                     | Bologna                                 |
| Castelbaronia                            | Ariano di Puglia          | Avellino                                |
| Castelbuono                              | Cefalù                    | Palermo                                 |
| Castelfiorentino                         | San Miniato               | Firenze                                 |
| Castelfranco                             | Bologna                   | Bologna                                 |
| Castelfranco di Sotto                    | Rocca San Casciano        | Firenze                                 |
| Castelfranco in Miscano                  | San Bartolomeo in Galdo   | Benevento                               |
| Castellabate                             | Vallo della Lucania       | Salerno                                 |
| Castellammare del Golfo                  | Alcamo                    | Trapani                                 |
| Castellammare di Stabia                  | Castellammare di Stabia   | Napoli                                  |
| Castellamonte                            | Ivrea                     | Torino                                  |
| Castellana                               | Bari delle Puglie         | Bari                                    |
| Castellaneta                             | Taranto                   | Lecce                                   |
| Castellarano                             | Reggio nell'Emilia        | Reggio Emilia                           |
| Castell'Arquato                          | Fiorenzuola               | Piacenza                                |
| Castellazzo Bormida                      | Alessandria               | Alessandria                             |
| Castelletto d'Orba                       | Novi                      | Alessandria                             |
| Castellone                               | Isernia                   | Campobasso                              |
| Castelnuovo                              | San Severo                | Foggia                                  |
| Castelnuovo d'Asti                       | Asti                      | Alessandria                             |
| Castelnuovo della Berardenga             | Siena                     | Siena                                   |
| Castelnuovo di Garfagnana                | Castelnuovo di Garfagnana | Massa-Carrara                           |
| Castelnuovo di Sotto                     | Reggio nell'Emilia        | Reggio Emilia                           |
| Castelnuovo ne' Monti                    | Reggio nell'Emilia        | Reggio Emilia                           |
| Castelnuovo Scrivia                      | Tortona                   | Alessandria                             |
| Castelsardo                              | Sassari                   | Sassari                                 |
| Casteltermini                            | Bivona                    | Agrigento                               |
| Castelvetrano                            | Mazara                    | Trapani                                 |
| Castiglion Fiorentino                    | Arezzo                    | Arezzo                                  |
| Castiglione                              | Castiglione               | Brescia (1859-1868), Mantova (dal 1868) |
| Castiglione dei Pepoli                   | Vergato                   | Bologna                                 |
| Castiglione del Lago                     | Perugia                   | Umbria                                  |
| Castiglione della Pescaia                | Grosseto                  | Grosseto                                |
| Castiglione di Sicilia                   | Acireale                  | Catania                                 |
| Castiglione d'Intelvi                    | Como                      | Como                                    |
| Castiglione Messer Marino                | Vasto                     | Chieti                                  |
| Castrogiovanni                           | Piazza Armerina           | Caltanissetta                           |
| Castronovo                               | Termini Imerese           | Palermo                                 |
| Castropignano                            | Campobasso                | Campobasso                              |
| Castroreale                              | Castroreale               | Messina                                 |
| Castrovillari                            | Castrovillari             | Cosenza                                 |
| Catania-Borgo                            | Catania                   | Catania                                 |
| Catania-Duomo                            | Catania                   | Catania                                 |
| Catania-San Marco                        | Catania                   | Catania                                 |
| Catanzaro                                | Catanzaro                 | Catanzaro                               |
| Catignano                                | Penne                     | Teramo                                  |
| Cattolica                                | Girgenti                  | Agrigento                               |
| Caulonia                                 | Gerace                    | Reggio Calabria                         |
| Cava de' Tirreni                         | Salerno                   | Salerno                                 |
| Cava Manara                              | Pavia                     | Pavia                                   |
| Cavaglià                                 | Biella                    | Novara                                  |
| Cavallermaggiore                         | Saluzzo                   | Cuneo                                   |
| Cavour                                   | Pinerolo                  | Torino                                  |
| Cefalù                                   | Cefalù                    | Palermo                                 |
| Ceglie Messapica                         | Brindisi                  | Lecce                                   |
| Celano                                   | Avezzano                  | L'Aquila                                |
| Celenza                                  | Vasto                     | Chieti                                  |
| Celenza Valfortore                       | San Severo                | Foggia                                  |
| Celico                                   | Cosenza                   | Cosenza                                 |
| Centallo                                 | Cuneo                     | Cuneo                                   |
| Cento                                    | Cento                     | Ferrara                                 |
| Centuripe                                | Nicosia                   | Catania                                 |
| Cerchiara                                | Castrovillari             | Cosenza                                 |
| Ceres                                    | Torino                    | Torino                                  |
| Ceriana                                  | Sanremo                   | Nizza                                   |
| Cerignola                                | Foggia                    | Foggia                                  |
| Cerisano                                 | Cosenza                   | Cosenza                                 |
| Cerreto Guidi                            | Rocca San Casciano        | Firenze                                 |
| Cerreto Sannita                          | Cerreto Sannita           | Benevento                               |
| Cervaro                                  | Sora                      | Terra del Lavoro                        |
| Cervia                                   | Ravenna                   | Ravenna                                 |
| Cervinara                                | Avellino                  | Avellino                                |
| Cerzeto                                  | Cosenza                   | Cosenza                                 |
| Cesana Torinese                          | Susa                      | Torino                                  |
| Cesarò                                   | Mistretta                 | Messina                                 |
| Cesena-Mezzodì                           | Cesena                    | Forlì-Cesena                            |
| Cesena-Tramontana                        | Cesena                    | Forlì-Cesena                            |
| Cetona                                   | Montepulciano             | Siena                                   |
| Cetraro                                  | Paola                     | Cosenza                                 |
| Ceva                                     | Mondovì                   | Cuneo                                   |
| Châtillon                                | Aosta                     | Torino                                  |
| Cherasco                                 | Mondovì                   | Cuneo                                   |
| Chiamosso (Chamoux-sur-Gelon)            | Moriana                   | Ciamberì                                |
| Chiaramonte                              | Modica                    | Siracusa                                |
| Chiaravalle Centrale                     | Catanzaro                 | Catanzaro                               |
| Chiari                                   | Chiari                    | Brescia                                 |
| Chiaromonte                              | Lagonegro                 | Potenza                                 |
| Chiavari                                 | Chiavari                  | Genova                                  |
| Chiavenna                                | Sondrio                   | Sondrio                                 |
| Chieri                                   | Torino                    | Torino                                  |
| Chieti                                   | Chieti                    | Chieti                                  |
| Chiusa di Pesio                          | Cuneo                     | Cuneo                                   |
| Chiusa Sclafani                          | Corleone                  | Palermo                                 |
| Chiusano di San Domenico                 | Avellino                  | Avellino                                |
| Chiusdino                                | Siena                     | Siena                                   |
| Chiusi                                   | Montepulciano             | Siena                                   |
| Chivasso                                 | Torino                    | Torino                                  |
| Ciamberì (Chambery)                      | Ciamberì                  | Ciamberì                                |
| Cicagna                                  | Chiavari                  | Genova                                  |
| Cicciano                                 | Nola                      | Terra del Lavoro                        |
| Cigliano                                 | Vercelli                  | Novara                                  |
| Ciminna                                  | Termini Imerese           | Palermo                                 |
| Cingoli                                  | Macerata                  | Macerata                                |
| Cinigiano                                | Grosseto                  | Grosseto                                |
| Cinquefrondi                             | Palmi                     | Reggio Calabria                         |
| Cirié                                    | Torino                    | Torino                                  |
| Cirò                                     | Cotrone                   | Catanzaro                               |
| Città della Pieve                        | Orvieto                   | Umbria                                  |
| Città di Castello                        | Perugia                   | Umbria                                  |
| Città Sant'Angelo                        | Penne                     | Teramo                                  |
| Cittaducale                              | Cittaducale               | L'Aquila                                |
| Cittanova                                | Palmi                     | Reggio Calabria                         |
| Civita Camporano                         | Larino                    | Campobasso                              |
| Civitanova                               | Macerata                  | Macerata                                |
| Civitella del Tronto                     | Teramo                    | Teramo                                  |
| Civitella di Romagna                     | Forlì                     | Forlì-Cesena                            |
| Civitella Roveto                         | Avezzano                  | L'Aquila                                |
| Cluses                                   | Fossignì                  | Annesì                                  |
| Clusone                                  | Clusone                   | Bergamo                                 |
| Cocconato                                | Asti                      | Alessandria                             |
| Codigoro                                 | Comacchio                 | Ferrara                                 |
| Codogno                                  | Lodi                      | Milano                                  |
| Colle di Val d'Elsa                      | Siena                     | Siena                                   |
| Colle Sannita                            | San Bartolomeo in Galdo   | Benevento                               |
| Collesano                                | Cefalù                    | Palermo                                 |
| Colorno                                  | Parma                     | Parma                                   |
| Comacchio                                | Comacchio                 | Ferrara                                 |
| Comiso                                   | Modica                    | Siracusa                                |
| Como I                                   | Como                      | Como                                    |
| Como II                                  | Como                      | Como                                    |
| Como III                                 | Como                      | Como                                    |
| Compito                                  | Lucca                     | Lucca                                   |
| Concordia (soppresso nel 1890)           | Mirandola                 | Modena                                  |
| Condove                                  | Susa                      | Torino                                  |
| Conti                                    | Nizza                     | Nizza                                   |
| Contursi                                 | Campagna                  | Salerno                                 |
| Conversano                               | Bari delle Puglie         | Bari                                    |
| Copertino                                | Lecce                     | Lecce                                   |
| Copparo                                  | Ferrara                   | Ferrara                                 |
| Corato                                   | Barletta                  | Bari                                    |
| Coreglia Antelminelli                    | Lucca                     | Lucca                                   |
| Coriano                                  | Rimini                    | Forlì-Cesena                            |
| Corigliano Calabro                       | Rossano                   | Cosenza                                 |
| Corinaldo                                | Ancona                    | Ancona                                  |
| Corio                                    | Torino                    | Torino                                  |
| Corleone                                 | Corleone                  | Palermo                                 |
| Corleto Perticara                        | Potenza                   | Potenza                                 |
| Corneliano d'Alba                        | Alba                      | Cuneo                                   |
| Corniglio                                | Parma                     | Parma                                   |
| Correggio                                | Reggio nell'Emilia        | Reggio Emilia                           |
| Corsico                                  | Milano                    | Milano                                  |
| Cortale                                  | Nicastro                  | Catanzaro                               |
| Corte Olona                              | Pavia                     | Pavia                                   |
| Cortemaggiore                            | Fiorenzuola               | Piacenza                                |
| Cortemilia                               | Alba                      | Cuneo                                   |
| Cortona                                  | Arezzo                    | Arezzo                                  |
| Cosenza                                  | Cosenza                   | Cosenza                                 |
| Cossato                                  | Biella                    | Novara                                  |
| Costigliole d'Asti                       | Asti                      | Alessandria                             |
| Costigliole Saluzzo                      | Saluzzo                   | Cuneo                                   |
| Cotrone (oggi Crotone)                   | Cotrone                   | Catanzaro                               |
| Crema I                                  | Crema                     | Cremona                                 |
| Crema II                                 | Crema                     | Cremona                                 |
| Cremona I                                | Cremona                   | Cremona                                 |
| Cremona II                               | Cremona                   | Cremona                                 |
| Crescentino                              | Vercelli                  | Novara                                  |
| Crevacuore                               | Biella                    | Novara                                  |
| Crevalcore                               | Bologna                   | Bologna                                 |
| Crodo                                    | Ossola                    | Novara                                  |
| Cropalati                                | Rossano                   | Cosenza                                 |
| Cropani                                  | Catanzaro                 | Catanzaro                               |
| Cuggiono                                 | Abbiategrasso             | Milano                                  |
| Cuglieri                                 | Oristano                  | Cagliari                                |
| Culagna                                  | Reggio nell'Emilia        | Reggio Emilia                           |
| Cumiana                                  | Pinerolo                  | Torino                                  |
| Cuneo                                    | Cuneo                     | Cuneo                                   |
| Cuorgnè                                  | Ivrea                     | Torino                                  |
| Cusano Mutri                             | Cerreto Sannita           | Benevento                               |
| Cuvio                                    | Varese                    | Como                                    |
| Davoli                                   | Catanzaro                 | Catanzaro                               |
| Decimomannu                              | Cagliari                  | Cagliari                                |
| Dego                                     | Savona                    | Genova                                  |
| Deliceto                                 | Bovino                    | Foggia                                  |
| Demonte                                  | Cuneo                     | Cuneo                                   |
| Desana                                   | Vercelli                  | Novara                                  |
| Desio                                    | Monza                     | Milano                                  |
| Diano d'Alba                             | Alba                      | Cuneo                                   |
| Diano Marina                             | Porto Maurizio            | Nizza                                   |
| Dicomano                                 | Firenze                   | Firenze                                 |
| Dipignano                                | Cosenza                   | Cosenza                                 |
| Dogliani                                 | Mondovì                   | Cuneo                                   |
| Dolceacqua                               | Sanremo                   | Nizza                                   |
| Dolcedo                                  | Porto Maurizio            | Nizza                                   |
| Domodossola                              | Ossola                    | Novara                                  |
| Dongo                                    | Como                      | Como                                    |
| Donnaz                                   | Aosta                     | Torino                                  |
| Dorgali                                  | Nuoro                     | Sassari                                 |
| Douvaine                                 | Chiablese                 | Annesì                                  |
| Dronero                                  | Cuneo                     | Cuneo                                   |
| Duingt                                   | Annesì                    | Annesì                                  |
| Eboli                                    | Campagna                  | Salerno                                 |
| Edolo                                    | Breno                     | Brescia                                 |
| Empoli                                   | Rocca San Casciano        | Firenze                                 |
| Erba                                     | Como                      | Como                                    |
| Eviano (Évian-les-Bains)                 | Chiablese                 | Annesì                                  |
| Fabriano                                 | Ancona                    | Ancona                                  |
| Faenza                                   | Faenza                    | Ravenna                                 |
| Fanano                                   | Pavullo nel Frignano      | Modena                                  |
| Fano                                     | Pesaro                    | Pesaro e Urbino                         |
| Fara in Sabina                           | Rieti                     | Umbria                                  |
| Fasano                                   | Bari delle Puglie         | Bari                                    |
| Fauglia                                  | Pisa                      | Pisa                                    |
| Favara                                   | Girgenti                  | Agrigento                               |
| Faverges                                 | Alta Savoia               | Ciamberì                                |
| Favignana                                | Trapani                   | Trapani                                 |
| Felizzano                                | Alessandria               | Alessandria                             |
| Fenestrelle                              | Pinerolo                  | Torino                                  |
| Ferla                                    | Noto                      | Siracusa                                |
| Fermo                                    | Fermo                     | Ascoli Piceno                           |
| Feroleto Antico                          | Nicastro                  | Catanzaro                               |
| Ferrandina                               | Matera                    | Potenza                                 |
| Ferrara I                                | Ferrara                   | Ferrara                                 |
| Ferrara II                               | Ferrara                   | Ferrara                                 |
| Ferriere                                 | Piacenza                  | Piacenza                                |
| Fiamignano                               | Cittaducale               | L'Aquila                                |
| Fiano                                    | Torino                    | Torino                                  |
| Ficulle                                  | Orvieto                   | Umbria                                  |
| Fiesole                                  | Firenze                   | Firenze                                 |
| Figline                                  | Firenze                   | Firenze                                 |
| Filadelfia                               | Nicastro                  | Catanzaro                               |
| Filottrano                               | Ancona                    | Ancona                                  |
| Finalborgo                               | Albenga                   | Genova                                  |
| Finale dell'Emilia                       | Mirandola                 | Modena                                  |
| Fiorenzuola                              | Fiorenzuola               | Piacenza                                |
| Firenze San Giovanni                     | Firenze                   | Firenze                                 |
| Firenze Santa Croce                      | Firenze                   | Firenze                                 |
| Firenze Santa Maria Novella              | Firenze                   | Firenze                                 |
| Firenze Santo Spirito                    | Firenze                   | Firenze                                 |
| Firenzuola                               | Firenze                   | Firenze                                 |
| Fiumefreddo Bruzio                       | Paola                     | Cosenza                                 |
| Fivizzano                                | Massa                     | Massa-Carrara                           |
| Floridia                                 | Siracusa                  | Siracusa                                |
| Fluminimaggiore                          | Iglesias                  | Cagliari                                |
| Foggia                                   | Foggia                    | Foggia                                  |
| Foiano della Chiana                      | Arezzo                    | Arezzo                                  |
| Foligno                                  | Foligno                   | Umbria                                  |
| Fondi                                    | Gaeta                     | Terra del Lavoro                        |
| Fonni                                    | Nuoro                     | Sassari                                 |
| Fontanellato                             | Borgo San Donnino         | Parma                                   |
| Fordongianus                             | Oristano                  | Cagliari                                |
| Forenza                                  | Melfi                     | Potenza                                 |
| Forio                                    | Pozzuoli                  | Napoli                                  |
| Forlì                                    | Forlì                     | Forlì-Cesena                            |
| Forlì del Sannio                         | Isernia                   | Campobasso                              |
| Formicola                                | Caserta                   | Terra del Lavoro                        |
| Formigine                                | Modena                    | Modena                                  |
| Fornovo di Taro                          | Parma                     | Parma                                   |
| Fosdinovo                                | Massa                     | Massa-Carrara                           |
| Fossano                                  | Cuneo                     | Cuneo                                   |
| Fossombrone                              | Urbino                    | Pesaro e Urbino                         |
| Frabosa Soprana                          | Mondovì                   | Cuneo                                   |
| Francavilla                              | Chieti                    | Chieti                                  |
| Francavilla di Sicilia                   | Castroreale               | Messina                                 |
| Francavilla Fontana                      | Brindisi                  | Lecce                                   |
| Francofonte                              | Siracusa                  | Siracusa                                |
| Frattamaggiore                           | Casoria                   | Napoli                                  |
| Frigento                                 | Sant'Angelo dei Lombardi  | Avellino                                |
| Fucecchio                                | Rocca San Casciano        | Firenze                                 |
| Fuscaldo                                 | Paola                     | Cosenza                                 |
| Gabbiano                                 | Casale                    | Alessandria                             |
| Gaeta                                    | Gaeta                     | Terra del Lavoro                        |
| Gagliano                                 | Gallipoli                 | Lecce                                   |
| Galati                                   | Messina                   | Messina                                 |
| Galatina                                 | Lecce                     | Lecce                                   |
| Galatone                                 | Gallipoli                 | Lecce                                   |
| Galeata                                  | Rocca San Casciano        | Firenze                                 |
| Gallarate                                | Gallarate                 | Milano                                  |
| Galliate                                 | Novara                    | Novara                                  |
| Gallicano                                | Castelnuovo di Garfagnana | Massa-Carrara                           |
| Gallipoli                                | Gallipoli                 | Lecce                                   |
| Galluzzo                                 | Firenze                   | Firenze                                 |
| Gambolò                                  | Lomellina                 | Pavia                                   |
| Gandino                                  | Clusone                   | Bergamo                                 |
| Gangi                                    | Cefalù                    | Palermo                                 |
| Garbagna                                 | Tortona                   | Alessandria                             |
| Gardone                                  | Brescia                   | Brescia                                 |
| Garessio                                 | Mondovì                   | Cuneo                                   |
| Gargnano                                 | Salò                      | Brescia                                 |
| Garlasco                                 | Lomellina                 | Pavia                                   |
| Gasperina                                | Catanzaro                 | Catanzaro                               |
| Gassino                                  | Torino                    | Torino                                  |
| Gattinara                                | Vercelli                  | Novara                                  |
| Gavi                                     | Novi                      | Alessandria                             |
| Gavirate                                 | Varese                    | Como                                    |
| Gavoi                                    | Nuoro                     | Sassari                                 |
| Gazzi                                    | Messina                   | Messina                                 |
| Genosa                                   | Taranto                   | Lecce                                   |
| Genova                                   | Genova                    | Genova                                  |
| Genzano                                  | Potenza                   | Potenza                                 |
| Gerace                                   | Gerace                    | Reggio Calabria                         |
| Gesso                                    | Messina                   | Messina                                 |
| Ghilarza                                 | Oristano                  | Cagliari                                |
| Giarre                                   | Acireale                  | Catania                                 |
| Giaveno                                  | Susa                      | Torino                                  |
| Gibellina                                | Alcamo                    | Trapani                                 |
| Giglio                                   | Grosseto                  | Grosseto                                |
| Gignod                                   | Aosta                     | Torino                                  |
| Gimigliano                               | Nicastro                  | Catanzaro                               |
| Gioi Cilento                             | Vallo della Lucania       | Salerno                                 |
| Gioia dei Marsi                          | Avezzano                  | L'Aquila                                |
| Gioia del Colle                          | Altamura                  | Bari                                    |
| Gioiosa Ionica                           | Gerace                    | Reggio Calabria                         |
| Giovinazzo                               | Bari delle Puglie         | Bari                                    |
| Girgenti                                 | Girgenti                  | Agrigento                               |
| Gissi                                    | Vasto                     | Chieti                                  |
| Giugliano in Campania                    | Casoria                   | Napoli                                  |
| Giulianova                               | Teramo                    | Teramo                                  |
| Giuncarico                               | Grosseto                  | Grosseto                                |
| Godano                                   | Levante                   | Genova                                  |
| Godiasco                                 | Voghera                   | Pavia                                   |
| Gorgonzola                               | Milano                    | Milano                                  |
| Govone                                   | Alba                      | Cuneo                                   |
| Gozzano                                  | Novara                    | Novara                                  |
| Graglia                                  | Biella                    | Novara                                  |
| Gragnano                                 | Castellammare di Stabia   | Napoli                                  |
| Granmichele                              | Caltagirone               | Catania                                 |
| Gravedona                                | Como                      | Como                                    |
| Gravellona                               | Lomellina                 | Pavia                                   |
| Gravina in Puglia                        | Altamura                  | Bari                                    |
| Gresì (Grésy-sur-Isère)                  | Alta Savoia               | Ciamberì                                |
| Greve                                    | Firenze                   | Firenze                                 |
| Grimaldi                                 | Cosenza                   | Cosenza                                 |
| Grosotto                                 | Sondrio                   | Sondrio                                 |
| Grosseto                                 | Grosseto                  | Grosseto                                |
| Grottaglie                               | Taranto                   | Lecce                                   |
| Grottaminarda                            | Ariano di Puglia          | Avellino                                |
| Grottammare                              | Fermo                     | Ascoli Piceno                           |
| Grotte                                   | Girgenti                  | Agrigento                               |
| Grotteria                                | Gerace                    | Reggio Calabria                         |
| Grumo Appula                             | Altamura                  | Bari                                    |
| Gualdo Tadino                            | Foligno                   | Umbria                                  |
| Guardia San Framonti                     | Cerreto Sannita           | Benevento                               |
| Guardiagrele                             | Chieti                    | Chieti                                  |
| Guardistallo                             | Volterra                  | Pisa                                    |
| Guasila                                  | Cagliari                  | Cagliari                                |
| Guastalla                                | Guastalla                 | Reggio Emilia                           |
| Gubbio                                   | Perugia                   | Umbria                                  |
| Guglielmi                                | Nizza                     | Nizza                                   |
| Guglionise                               | Larino                    | Campobasso                              |
| Guiglia                                  | Pavullo nel Frignano      | Modena                                  |
| Guspini                                  | Iglesias                  | Cagliari                                |
| Iersu                                    | Lanusei                   | Cagliari                                |
| Iglesias                                 | Iglesias                  | Cagliari                                |
| Imola                                    | Imola                     | Bologna                                 |
| Incisa Belbo                             | Acqui                     | Alessandria                             |
| Intra                                    | Pallanza                  | Novara                                  |
| Introbio                                 | Lecco                     | Como                                    |
| Introdacqua                              | Sulmona                   | L'Aquila                                |
| Ischia                                   | Pozzuoli                  | Napoli                                  |
| Iseo                                     | Brescia                   | Brescia                                 |
| Isili                                    | Lanusei                   | Cagliari                                |
| Ittiri                                   | Sassari                   | Sassari                                 |
| Ivrea                                    | Ivrea                     | Torino                                  |
| Jelsi                                    | Campobasso                | Campobasso                              |
| Jenna (Yenne)                            | Ciamberì                  | Ciamberì                                |
| Jesi                                     | Ancona                    | Ancona                                  |